# Magic, Murder And The Weather
Magic, Murder And The Weather es el último álbum de la banda post-punk Magazine, lanzado en septiembre de 1981. Este fue el único álbum donde no participó el guitarrista John McGeoch, quien se había ido para integrar Siouxsie And The Banshees, estando en su lugar Ben Mandelson, exmiembro de Amazorblades y compañero de Devoto en el Instituto de Bolton, quien reemplazó a Robin Simon de Ultravox, el cual, a su vez, reemplazó a McGeoch en 1980.
Meses antes de su lanzamiento, Devoto decide irse de la banda. Los miembros restantes no querían imaginarse una alineación con otro cantante, así que deciden separarse poco después del lanzamiento del álbum.
Devoto regresa a la escena musical en 1982, como solista, comenzando a grabar su álbum Jerky Versions Of The Dream, lanzado en 1983, contando con la participación del ex-teclista de Magazine, Dave Formula. Este continuó con Visage luego de la separación de Magazine; el bajista Barry Adamson se unió a Nick Cave, con quien integró The Birthday Party y formó Nick Cave and the Bad Seeds; el baterista John Doyle formó The Armoury Show, junto a John McGeoch; y Mandelson se unió a The Mekons.

## Lista de canciones
Todas las canciones fueron compuestas por Howard Devoto/Barry Adamson/John Doyle/Dave Formula/Ben Mandelson excepto donde están indicadas (…/…).
1. «About the Weather» (Devoto/Formula) – 4:06
2. «So Lucky» (Devoto/Formula) – 4:11
3. «Honeymoon Killers» (Devoto/Adamson/Mandelson) – 3:39
4. «Vigilance» (Devoto/Adamson) – 5:15
5. «Come Alive» (Devoto/Formula) – 3:43
6. «Great Man’s Secrets» – 4:57
7. «This Poison» – 4:20
8. «Naked Eye» – 3:30
9. «Suburban Rhonda» (Devoto/Formula) – 3:32
10. «Garden» (Devoto/Formula) – 2:39